# Hans Kunz
Hans Kunz (* 24. Mai 1904 in Trimbach (Kanton Solothurn); † 27. April 1982 in Basel) war ein Schweizer Philosoph, Psychologe und Botaniker.

## Leben
Hans Kunz wurde als jüngstes von vier Kindern in Trimbach (Kanton Solothurn) geboren. Er war ein Bruder des Komponisten und Dirigenten Ernst Kunz (1891–1980). Die Familie zog 1910 nach Basel, wo Kunz die Schulen besuchte. Schon in der Schulzeit trat seine Neigung zur Naturbeobachtung hervor; in seiner 1972 verfassten Selbstdarstellung findet sich eine Beschreibung aufmerksamer kindlicher „Naturforschung“ im Gebiet von Kleinhüningen und in den Langen Erlen.
Kunz studierte bis 1927 Rechtswissenschaft an der Universität Basel und an der Ruprecht-Karls-Universität Heidelberg, nach seiner Selbstdarstellung „mehr aus Verlegenheit denn aus Neigung“. Der starke Eindruck, den ihm eine Vorlesung von Karl Jaspers in Heidelberg machte, bestärkte Kunz in seinem bereits gefassten Entschluss, das Rechtsstudium aufzugeben. An die Universität Basel zurückgekehrt, wandte Hans Kunz sich anschliessend den psychologischen, philosophischen und psychopathologischen Studien zu. Er promovierte 1934 bei Paul Häberlin mit der Arbeit Zur Phänomenologie und Analyse des Ausdrucks. 1945 legte Kunz Die anthropologische Bedeutung der Phantasie als Habilitationsschrift vor.
1947 beteiligte sich Kunz mit Alexander Mitscherlich und Felix Schottlaender (1892–1958) an der Gründung der Zeitschrift Psyche; im gleichen Jahr wurde ihm die Redaktion der deutschsprachigen Ausgabe der Studia Philosophica übertragen, die er bis 1975 betreute.
1951 folgte Kunz einem Ruf der Universität Basel als Extraordinarius auf die Professur für Theoretische Psychologie und Philosophische Anthropologie. 1966 erhielt Kunz die Ernennung zum Ordinarius ad personam.
Als Botaniker mit dem offiziellen botanischen Autorenkürzel „Kunz“ entdeckte Hans Kunz einige Pflanzenarten: Seinen Namen tragen elf Arten, Unterarten und Varietäten der europäischen Flora.
Im Jahr 1959 heirateten Hans Kunz und Helen Bäumle.

## Position
Hans Kunz zählt als Phänomenologe zu jenen prominenten Philosophen, die im 19. und 20. Jahrhundert an der Universität Basel lehrten. Somit ist Kunz einbezogen in diesen Kreis von Philosophen: Gustav Teichmüller, Friedrich Nietzsche, Karl Joël, Paul Häberlin, Karl Jaspers, Heinrich Barth und Arnold Künzli.
Kunz richtete sich in seiner Phänomenologie nach keiner bestimmten philosophischen Schule, sondern er betrieb die Beschreibung der Phänomene zum Zwecke der Erkenntnisgewinnung als ein nie restlos erreichbares Ziel. Kunz ging in seinen phänomenologischen Forschungen vom Leitbegriff des Gegebenseins aus. Dabei richtete er seine Wahrnehmung auf Feinheiten, Details und Unterschiede. Er bediente sich einer vorurteilsfreien Deskription; den Reduktionismus lehnte er ab. In seinen Studien setzte sich Kunz mit Martin Heidegger, Ludwig Klages, Ludwig Binswanger und Helmuth Plessner auseinander.

## Nachlass und Edition der Schriften
Der Nachlass wird in der Zentralbibliothek Solothurn aufbewahrt. Die dort am 19. Oktober 1999 gegründete Hans-Kunz-Gesellschaft will das Gesamtwerk einschliesslich unbekannter Schriften veröffentlichen. 2001 begann Jörg Singer im Auftrag der Gesellschaft mit der Herausgabe der Schriften in einer Werkausgabe.

## Veröffentlichungen

### Philosophie
- Aggressivität, Zärtlichkeit und Sexualität. Bd. 4 der Hans-Kunz-Gesellschaft. Huber, Frauenfeld 2004, ISBN 3-7193-1331-X.
- Die anthropologische Bedeutung der Phantasie. 2 Bände. I. Teil: Die psychologische Analyse und Theorie der Phantasie, II. Teil: Die anthropologische Deutung der Phantasie. Herausgegeben von Jörg Singer. Frauenfeld: Huber, 2005. ISBN 3-7193-1393-X.
- Die eine Welt und die Weisen des In-der-Welt-seins. Herausgegeben von Jörg Singer. Frauenfeld: Huber, 2007. ISBN 978-3-7193-1418-7.
- Erwartung, Bildwelt und Phantasie. Mit einer Autobiographie und Beiträgen zum Werk / herausgegeben von Jörg Singer. Huber, Frauenfeld 2001, ISBN 3-7193-1241-0.
- Zur Phänomenologie und Analyse des Ausdrucks. Diss. Grenchen, 1938.
- Die anthropologische Bedeutung der Phantasie. Basel: Verlag für Recht und Gesellschaft, 1946. 2 Bände. (Studia philosophica. Supplementum; 3-4).
- Über den Sinn und die Grenzen des psychologischen Erkennens. Stuttgart: Klett, 1957.
- Grundfragen der psychoanalytischen Anthropologie. Ausgewählte Abhandlungen. Göttingen: Vandenhoeck & Ruprecht, 1975. ISBN 3-525-45626-3.
- Martin Heidegger und Ludwig Klages. Daseinsanalytik und Metaphysik. München: Kindler, 1976. ISBN 3-463-02162-5.
- Selbstdarstellung. In: Psychologie in Selbstdarstellungen. Huber, Bern [etc.] 1972. (Wiederveröffentlicht in Erwartung, Bildwelt und Phantasie).

### Botanik
- Eine neue Sippe der Clypeola Ionthlapsi L. aus dem Wallis (mit Walo Koch). In: Berichte der Schweizerischen Botanischen Gesellschaft; 47(1937), S. 446f.
- Kleine kritische Beiträge zur Flora von Basel und Umgebung. 4 Teile. In: Bauhinia, Zeitschrift der Basler Botanischen Gesellschaft, 1960–1963 (Bd. 1, Heft 3, Bd. 2, Heft 2 und Bd. 3, Heft 1).